# Římskokatolická farnost Hořovice
Římskokatolická farnost Hořovice je jedno z územních společenství římských katolíků v berounském vikariátu s farním kostelem sv. Jiljí.

## Kostely farnosti
| Kostel                                               | Místo      | Bohoslužba |
| ---------------------------------------------------- | ---------- | --- |
| Nanebevzetí Panny Marie                              | Bezdědice  | |
| sv. Anny                                             | Lhotka     | |
| sv. Jiljí                                            | Hořovice   | čt 8.00, ne 10.00 kromě poslední neděle v měsíci st 16.00 jen v liché týdny v Domově seniorů Hořovice pá 18.00 |
| Nejsvětější Trojice (františkánský)                  | Hořovice   | ne 10.00 poslední neděle v měsíci                                                                              |
| Stolce sv. Petra                                     | Hostomice  | st 15.30 jen v sudé týdny v Domově seniorů Zátor so 16.00                                                      |
| sv. Ondřeje                                          | Lochovice  | ne 8.30 |
| Panny Marie                                          | Lochovice  | |
| Navštívení Panny Marie (v lázních Jedličkova ústavu) | Lochovice  | |
| Narození Panny Marie                                 | Mrtník     | ne 11.30 |
| sv. Mikuláše                                         | Praskolesy | ne 15.00 |
| sv. Prokopa                                          | Praskolesy | |
| sv. Václava                                          | Kotopeky   | |
| Panny Marie Loretánské                               | Hořovice   | |
| sv. Jana Nepomuckého                                 | Otmíče     | |

## Osoby ve farnosti
- Mgr. Stefan Michal Wojdyła, administrátor